# Gustavo Arias Murueta
Gustavo Arias Murueta (26 de mayo de 1927-15 de abril de 2019) fue un artista plástico mexicano dedicado a la pintura al óleo, el grabado y el dibujo.

## Trayectoria
Nació el 26 de mayo de 1927. En 1946 inició sus estudios en la Facultad de Arquitectura de la Universidad Nacional Autónoma de México (UNAM). En 1960 inició su trayectoria estética. Al año siguiente realizó la primera presentación al público de su obra.
Durante 1968 participó en México en un mural colectivo como apoyo a las demandas estudiantiles, aunque no tenía filiación política. Ese mismo año fundó el Centro Experimental de Arte Gráfico. En 1974 estableció de manera definitiva su estudio en la Ciudad de México.
En 1976 viajó a Europa para estudiar la obra de los grandes maestros de la pintura, relacionándose con otros pintores de México como: David Alfaro Siqueiros, José Clemente Orozco y Rufino Tamayo. En 1963 hizo un curso de grabado con los Maestros Yukio Fukasawa é Isamu Ishikawa. Participó en Bienales Internacionales en Italia, Argentina, Chile, Puerto Rico y Cuba.
Participó en diversas exposiciones como en Galería Chapultepec (1962), San Diego Fort en Acapulco (1963), Instituto Mexicano Norteamericano de Relaciones Culturales, México (1963) (1967), Pacific Art Gallery, Los Ángeles (1965), Galería La Selva, Cuernavaca (1966), Instituto Cultural Mexicano Israelí, México (1966) (1971), Salón de la Plástica Mexicana, México (1968), Zegry Gallery, Nueva York (1970), Galería La Bola, México (1970), Galería Castano Ware, Ciudad de México (1972), Palacio de Bellas Artes (1973), Sol de Río Gallery, San Antonio (1974), Galería Ponce, Ciudad de México (1976), Galería Summa Artis, México (1978), Club de Golf Bellavista, México (1978) (1979) (1982), Galería Kin (1980) (1982), Universidad de Guanajuato (1980), Alianza Francesa de Polanco, México (1980), Galerías Liverpool, México (1981), Gerhard Wurzer Gallery, Houston (1981) (1982) (1985) (1989), Feria de Huamantla, Tlaxcala (1981), Paris Art Center (1983), Galería Misrachi, Ciudad de México (1983) (1989) (1992), Museo de la Ciudad de México (1985), Carolyn Hill Gallery, Nueva York (1985) (1987), Cuajimalpa Centro Cultural, México (1985). Sus últimas exhibiciones incluyen una retrospectiva de su trabajo en el Club Piso 51 en la Torre Mayor en México en 2010, y una exhibición denominada Cosmogonía en el Club Alemán de México en 2011. Ambas bajo la curaduría del DoctorRicardo Camacho. En el 2012 participó en una exposición histórica, denominada Las Posibilidades de la Forma, Antología Visual de entresiglos, en la Fundación Sebastian y participando 8 artistas más: Manuel Felguérez, Vicente Rojo Almazán, Gilberto Aceves Navarro, Sebastian (Enrique Carbajal), Roger von Gunten, Luis López Loza, José Luis Cuevas y Francisco Toledo. En 2013, motivo de sus más de 50 años como artista plástico, el Museo Fernando García Ponce - MACAY, celebra un homenaje a este artista. En 2014, el Consejo Nacional para la Cultura y las Artes a través del Instituto Nacional de Bellas Artes postula y rinde un homenaje en el Palacio de Bellas Artes (Ciudad de México) al Maestro Arias Murueta, reconociendo su gran trayectoria por más de 50 años y por tal motivo, posterior al homenaje, se realiza la Exposición Pictórica Homenaje a Murueta integrada por 45 piezas, abriendo con una pintura escultórica de gran formato, elaborada en técnica mixta y presentada en el Museo José Luis Cuevas.
Ha participado desde 2014 y hasta inclusive en 2023, celebrando su décima edición, en el Festival Internacional Da Vinci, exhibiendo más de 30 obras pictóricas durante estos años.

## Movimiento estudiantil de 1968
Arias Murueta colaboró con otros artistas en la realización de un mural colectivo para apoyar las demandas estudiantiles durante el Movimiento estudiantil en México de 1968. El mural fue una obra improvisada realizada sobre láminas de zinc corrugado que cubrían las ruinas del monumento a Miguel Alemán Valdés. La ejecución se realizó a lo largo de varios domingos en los que el Comité Nacional de Huelga en la explanada de la UNAM organizaba festivales populares. Además de Arias Murueta, participaron artistas como Guillermo Meza, Lilia Carrillo, Benito Messeguer, José Luis Cuevas, Fanny Rabel, Manuel Felguérez, Pedro Preux, Ricardo Rocha, Carlos Olachea, José Muñoz Medina, Francisco Icaza, Adolfo Mexiac y Manuel Pérez Coronado, entre otros.
El mural en sí fue creado sin unidad entre las distintas representaciones de los artistas, destacando los colores y trazos fuertes, similar a un collage de imágenes de las que no todas estaban relacionadas con los acontecimientos sociales que se vivían en ese momento. En el caso de Arias Murueta, él eligió homenajear a una joven muerta en la represión en el Zócalo de la Plaza de la Constitución (Ciudad de México) el 28 de agosto de ese año. Su muerte por estallamiento de vísceras fue representada por Arias Murueta colgando una muñeca deshecha, de cuyo vientre destrozado salían cordones de colores.

## Estilo y Críticas

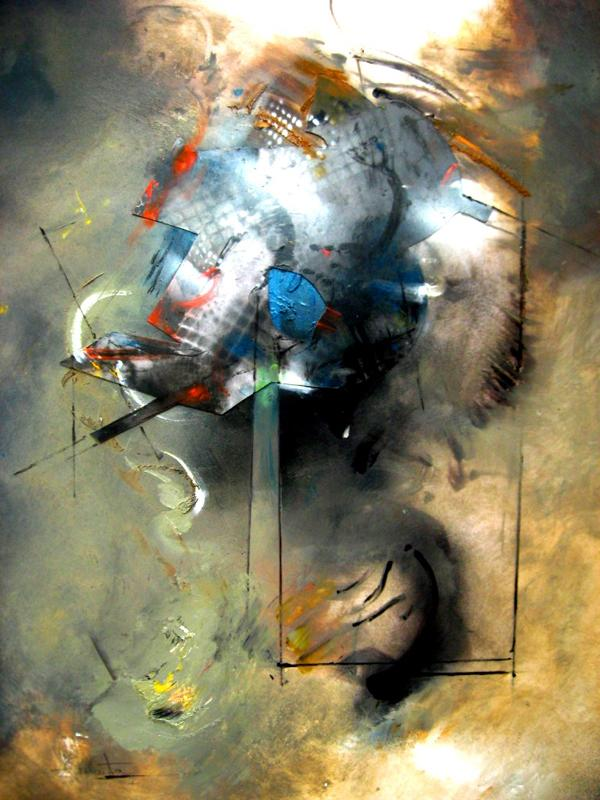
Renacimiento.

En su primera juventud Arias Murueta hacía, vestía y manipulaba marionetas. Estas figuras aparecen varias veces en sus primeros dibujos entre 1960 y 1963. La obra de arte abstracto de Arias Murueta puede entenderse en la declaración de Picasso: "en los viejos tiempos las pinturas seguían un proceso de terminado por etapas. Una pintura casi siempre era suma de elementos. Yo hago una pintura -entonces la destruyó. Sin embargo, al final, nada se ha perdido: el rojo que quité de un lugar termina en otro lado". Aunque generalmente realizó sus obras de gran formato sobre tela, también utilizó polipropileno porque conserva mejor la pintura al óleo.
El trabajo artístico del Maestro Arias Murueta ha recibido diversas críticas, entre otras las del poeta, editor, redactor y corrector Alí Chumacero y del curador Toby Eric Joysmith.

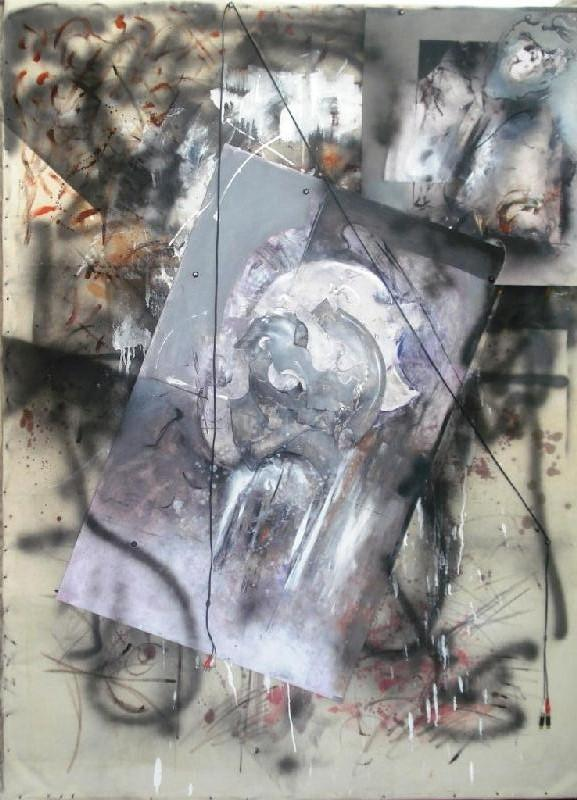
Cosmogonía.

El Subdirector de Programación del Museo Universitario de Ciencias y Artes (MUCA) Jorge Reynoso a inicios de 1999 hermanó, en palabras textuales, la obra de Arias Murueta con sus contemporáneos como Miguel Aldana, Manuel Felguerez o Vicente Rojo Almazán.

## Presencia
La obra de Arias Murueta forma parte de las colecciones de diversos museos de México: Museo Nacional de Bellas Artes, Museo Nacional de Arte, Museo de Arte Moderno de México, Museo Rufino Tamayo, Museo de Arte Carrillo Gil, Museo de Arte e Historia, Chihuahua, Museo Universitario Arte Contemporáneo (UNAM), Museo Nacional de la Estampa, Fundación Cultural Trabajadores de Pascual y del Arte, A.C. y Museo de Arte Abstracto de Zacatecas, entre otros.
En el plano internacional, el trabajo de Arias Murueta también forma parte de las colecciones de destacados museos como: National Museum of Mexican Art (antes: Mexican Fine Arts Center Museum) en Chicago, Illinois; Museo de la Estampa, en Bulgaria; Casa de las Américas en Cuba; Paris Art Center en Francia; Museo de Técnicas Gráficas, en Italia y Museo de Arte Moderno, en Ecuador, por citar algunos.
Además, el trabajo de Arias Murueta se encuentra en colecciones privadas como la del Banco Nacional de México, Cementos Mexicanos, Club de Banqueros de México, Colección Pascual Gutiérrez Roldán, el Aeropuerto Internacional de la Ciudad de México, Piso 51, Torre Mayor, México y Fundación Sebastian, México, 2014.

## Trabajos Públicos
- 1967 - Mosaico de Estilos de 25 Siglos en la III Bienal Nacional de Escultura.
- 1970 - Mural con seis diferentes artistas.
- 1971 - Música Poesía y Plástica. Ensayo de Integración Plástica en la Televisión mexicana.
- 1971 - Mural escultórico integrado en la arquitectura.
- 1973 - La cárcel para una flor, Poesía erótica y dibujos eróticos.
- 1975 - El cuento erótico en México, ilustración en la portada, Ed. Diana.

## Reconocimientos
La propuesta artística de Arias Murueta ha recibido premios y distinciones; por ejemplo, posee Mención Honorífica en la categoría de Pintura en el Salón de la Plástica Mexicana y Primer lugar en Dibujo, 1975.
Invitado como Maestro en el Taller de Grabado en la Universidad de Guanajuato, Guanajuato, México, 1980.